# 101e méridien ouest
En géographie, le 101e méridien ouest est le méridien joignant les points de la surface de la Terre dont la longitude est égale à 101° ouest.

## Géographie

### Dimensions
Comme tous les autres méridiens, la longueur du 101e méridien correspond à une demi-circonférence terrestre, soit 20 003,932 km. Au niveau de l'équateur, il est distant du méridien de Greenwich de 11 243 km,.
Avec le 79e méridien est, il forme un grand cercle passant par les pôles géographiques terrestres.

### Régions traversées
En commençant par le pôle Nord et descendant vers le sud au pôle Sud, Le 101e méridien ouest passe par:
| Coordonnées           | Pays, territoire ou mer            | Notes |
| --------------------- | ---------------------------------- | --- |
| 90° 00′ N, 101° 00′ O | Océan Arctique                     | |
| 79° 45′ N, 101° 00′ O | Canal de Peary (en)                | |
| 78° 57′ N, 101° 00′ O | Canada                             | Nunavut — Île Ellef Ringnes |
| 78° 10′ N, 101° 00′ O | Détroit de Danish                  | |
| 77° 47′ N, 101° 00′ O | Canada                             | Nunavut — Île King Christian |
| 77° 43′ N, 101° 00′ O | Etendue d'eau sans nom             | |
| 76° 43′ N, 101° 00′ O | Canada                             | Nunavut — Île Helena (en) |
| 76° 36′ N, 101° 00′ O | Détroit de Sir William Parker (en) | |
| 76° 30′ N, 101° 00′ O | Crique May (en)                    | |
| 76° 14′ N, 101° 00′ O | Canada                             | Nunavut — Île Bathurst |
| 75° 36′ N, 101° 00′ O | Canal de Parry                     | Détroit du Vicomte-Melville |
| 73° 48′ N, 101° 00′ O | Canada                             | Nunavut — Île du Prince-de-Galles |
| 73° 17′ N, 101° 00′ O | Baie de Ommanney (en)              | |
| 72° 44′ N, 101° 00′ O | Canada                             | Nunavut — Île du Prince-de-Galles |
| 72° 12′ N, 101° 00′ O | Canal de M'Clintock (en)           | Passe juste à l'ouest de l'île Umingmalik (en), Nunavut, Canada |
| 70° 12′ N, 101° 00′ O | Canada                             | Nunavut — Île Victoria et Qikiqtagafaaluk (en) |
| 69° 27′ N, 101° 00′ O | Détroit de Victoria                | |
| 69° 05′ N, 101° 00′ O | Golfe de la Reine-Maud             | |
| 67° 46′ N, 101° 00′ O | Canada                             | Nunavut Manitoba — à partir de 60° 00′ N, 101° 00′ O |
| 49° 00′ N, 101° 00′ O | États-Unis                         | Dakota du Nord Dakota du Sud — à partir de 45° 57′ N, 101° 00′ O Nebraska — à partir de 43° 00′ N, 101° 00′ O Kansas — à partir de 40° 00′ N, 101° 00′ O Oklahoma — à partir de 37° 00′ N, 101° 00′ O Texas — à partir de 36° 30′ N, 101° 00′ O |
| 29° 21′ N, 101° 00′ O | Mexique                            | Coahuila Nuevo León — à partir de 26° 32′ N, 101° 00′ O Coahuila — à partir de 26° 09′ N, 101° 00′ O, passe par Saltillo Zacatecas — à partir de 24° 34′ N, 101° 00′ O San Luis Potosí — à partir de 24° 23′ N, 101° 00′ O (passe juste à l'ouest de San Luis Potosí) Guanajuato — à partir de 21° 46′ N, 101° 00′ O Michoacán — à partir de 20° 04′ N, 101° 00′ O Guerrero — à partir de 18° 30′ N, 101° 00′ O |
| 17° 15′ N, 101° 00′ O | Océan Pacifique                    | |
| 60° 00′ S, 101° 00′ O | Océan Austral                      | |
| 71° 52′ S, 101° 00′ O | Antarctique                        | Liste des territoires non revendiqués |